# Số cô đơn
Trong Lý thuyết số, số cô đơn đề cập đến một số nguyên dương mà không có bạn bè. Nếu hai số nguyên dương thỏa mãn σ(m)/m= σ (n)/n, trong đó σ(n) là hàm nhân tố, thì chúng được gọi là bạn bè, Hai số nguyên này là số tình bạn của nhau.
Ví dụ: (1 + 2 + 4 + 5 + 8 + 10 + 16 + 20 + 40 + 80) / 80 = (1 + 2 + 4 + 5 + 8 + 10 + 20 + 25 + 40 + 50 + 100 + 200) / 200 = 93/40, vì vậy 80 và 200 không phải là số cô đơn.
Tất cả n thỏa mãn (n, σ(n)) = 1 là các số đơn độc, vì vậy tất cả số nguyên tố power đều là số đơn độc. n, σ(n) không - coprime số đơn độc là 18, 45, 48,... (OEIS: A095739). Các số như 10, 14, 15, 20 không chứng minh được liệu đó có phải là một số cô đơn hay không.